# Котово
Котово (рус. Котово) град је у Русији у Волгоградској области. Према попису становништва из 2010. у граду је живело 24115 становника.

## Становништво
| 1959. | 1970.  | 1979.  | 1989.  | 2002.  | 2010.  |
| ----- | ------ | ------ | ------ | ------ | ------ |
| 7.175 | 20.553 | 23.059 | 25.360 | 26.763 | 24.115 |